# 阿爾尼 (阿爾高州)

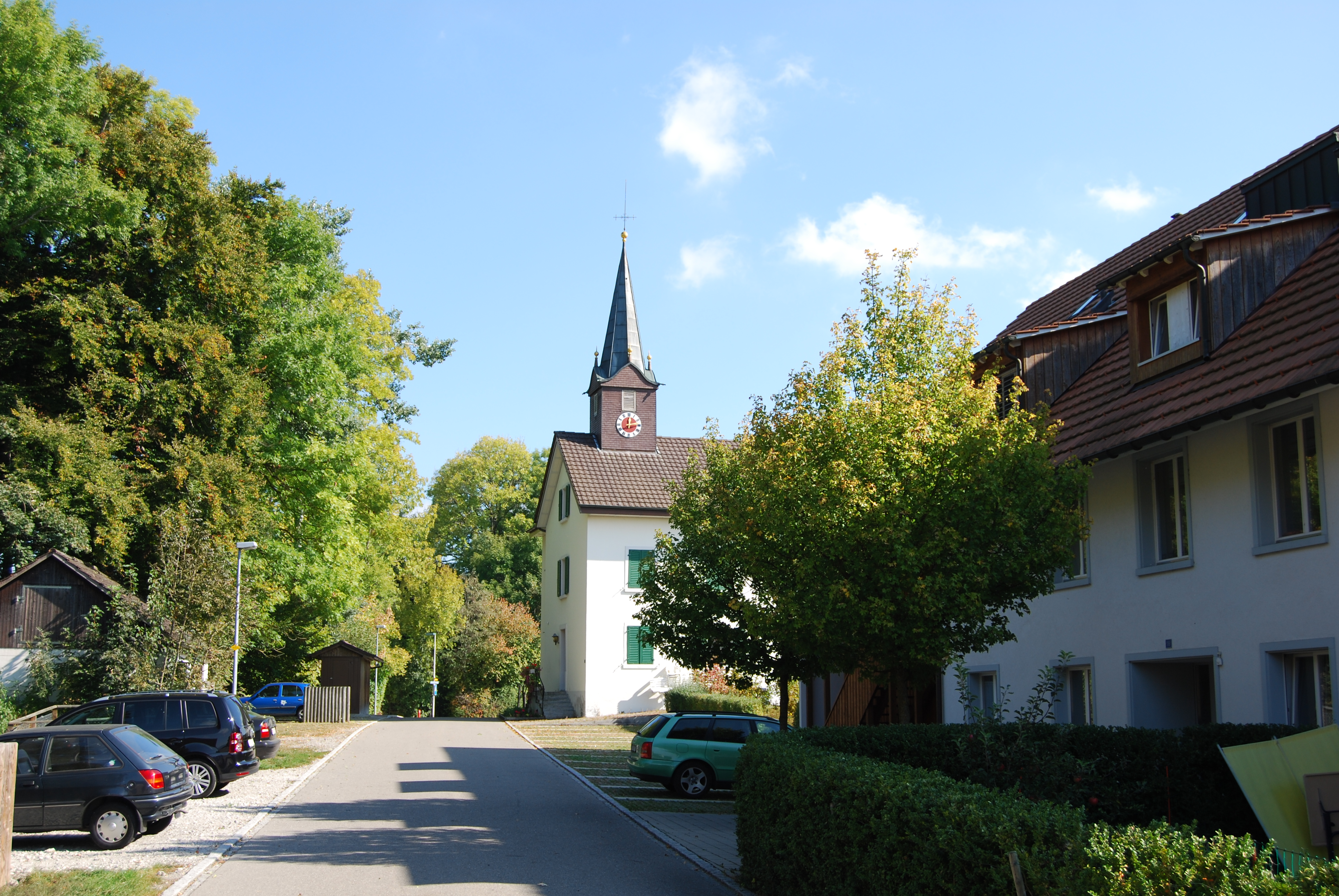

阿爾尼是瑞士的城鎮，位於該國北部，由阿爾高州負責管轄，面積3.38平方公里，海拔高度568米，2012年人口1,791，四成人口信奉羅馬天主教，人口密度每平方公里531人。

## 外部連結
- Arni website （页面存档备份，存于）